# BIOHAZARD to the Liberty
『BIOHAZARD to the Liberty』は、カプコンのゲームソフト『バイオハザードシリーズ』を木村睡蓮が小説化したホラーゲームノベライズ。カプコン公認バイオハザード小説大賞大賞受賞作。
生物兵器は登場するがバイオハザードシリーズ定番のゾンビは登場しない。

## あらすじ
イギリスの連続婦女惨殺事件の容疑者ジャック・トランプはアメリカへ引き渡されることとなった。
しかも、移送手段として用いられるアンブレラ製薬の大型客船・リバティ号には、同社が開発したC-ウイルスが保管されていた。

## 出版経緯
- 2002年（平成14年）『BIOHAZARD to the Liberty』が電撃文庫より刊行。

書籍情報
BIOHAZARD to the Liberty 2002年 ISBN 978-4-8402-2093-4

## 登場キャラクター
ホセ・ロペス
U.S.Marshalエージェント。ジャックの護送を担当。フランクでお喋りなところはあるが戦闘・工作スキルはプロ級である。
ジャック・トランプ
連続殺人鬼としてアメリカに護送される囚人。無口且つ強面で自己主張が少ない。囚人であるがホセやクーリックに反抗的な態度は見せない。
イワン・クーリック
U.S.Marshalエージェントの中年男性。ジャックの護送を担当。ホセに先輩として慕われている。
新聞記者
ジャックの起こした殺人事件を追っている男。本名不明。
ロバート・チャン
アンブレラ社研究員幹部。T-ウィルスに変わる新型ウィルス兵器に着手している。
ルイーズ・カー
アンブレラが雇った軍人、階級は中尉。女性。ロバートに好意を寄せている。
シルビア
リバティ号に父親と乗船した少女。